# Reino de Arlés
El reino de Arlés (o Arelato) fue un dominio franco-burgundio o propiamente borgoñón con capitalidad en la ciudad de Arlés, establecido en el año 933 al reunirse los territorios que, desgajados del imperio carolingio después del interregno sucedido a la muerte del emperador Carlos III el Gordo en 888, formaron el reino de la Alta Borgoña y el reino de la Baja Borgoña. Estos territorios estaban situados respectivamente al norte y al sur de la cuenca del río Ródano, desde su nacimiento en los Alpes hasta su desembocadura en el mar Mediterráneo.
Fue gobernado por reyes independientes hasta el año 1032, cuando cayó en la órbita del Sacro Imperio Romano Germánico. Después de 1032, la existencia del Arelato como poder central de sus territorios fue meramente de iure, dividido en pequeños dominios feudales que fueron cayendo en poder de sus vecinos (reino de Francia, cantones helvéticos, etc.), hasta que la práctica totalidad de sus últimos remanentes pasaron finalmente al reino de Francia, en 1378. Uno de esos últimos remanentes, el condado de Saboya (convertido en ducado de Saboya en 1416), puede ser considerado como el heredero del reino de Arlés, pues a lo largo de los siguientes siglos logró reunir parte de los territorios del citado reino, hasta que la Revolución francesa expulsó a la Casa de Saboya de la cuenca del Ródano haciéndola bascular hacia el Piamonte e Italia. Desde allí encabezaron el proceso de Unificación Italiana y se convirtieron en reyes de Italia reunificada.

## Reyes del Arelato

### Fundadores del reino (antigua Casa de Welf)

Mapa del reino de Arlés en sus últimos años, incluyendo el condado de Provenza.

En enero de 888, Rodolfo I de Borgoña, conde de Auxerre, fundó el reino de la Alta Borgoña al ser reconocido como tal por la nobleza local, durante la descomposición del imperio carolingio tras la abdicación y muerte del emperador Carlos III el Gordo. Rodolfo I pertenecía a la Casa de Welf, y heredó en 876 a la muerte de su padre, Conrado II de Auxerre, señor del condado borgoñón de Auxerre, los territorios de Ginebra, Lausana y Sion, que rodean el lago de Ginebra, y se llamaban Marca Transjurana). Estos territorios le habían sido concedidos a Conrado en diciembre de 864, con el título de marqués de Transjurania, por el emperador carolingio Luis II el Joven, hijo del emperador Lotario I, después de que Conrado matara al bosónida conde Huberto. 
El hijo de Rodolfo I, Rodolfo II de Borgoña, logró reunir los dos reinos de la Alta y la Baja Borgoña en el nuevo reino de Arlés cuando el bosónida Hugo de Arlés, rey de Italia, le cedió en el año 933 el reino de Provenza, también llamado reino de la Baja Borgoña, a cambio de la renuncia por parte de Rodolfo II a la corona de Italia. En el pacto también se convino el matrimonio entre la hija de Rodolfo, Adelaida, con el hijo de Hugo, Lotario. En 937, a Rodolfo II le sucedió su hijo Conrado el Pacífico, rey de Borgoña, a quien en 993 sucedió a su vez su hijo Rodolfo III de Borgoña, último de los reyes güelfos de Borgoña.

### El Arelato en el Sacro Imperio Romano Germánico
El 6 de septiembre de 1032, a la muerte de Rodolfo III, se produjo una disputa entre el emperador Conrado II el Salio —designado heredero del reino borgoñón por el difunto rey— y otro sobrino de este último, el conde de Blois y Troyes Eudes II, el heredero más directo de Rodolfo. Este el conflicto de la Sucesión de Borgoña (1032-1034), que tras de dos años de lucha entre los dos primos acabará favoreciendo al emperador, que incorporará así el reino al Imperio.
Aunque sus sucesores en el Sacro Imperio se contaran como reyes de Alemania, de Italia y de Arlés, pocos viajaron hasta Arlés para ser coronados en su catedral: 
- El 30 de julio de 1178, el emperador Federico I Barbarroja fue coronado rey del Arelato, en la Catedral de Arlés por su arzobispo Raimond de Bollène.
- El 4 de junio de 1365, Carlos IV, Rey de Bohemia, se hizo coronar rey de Arlés en la Catedral de Arlés.

### Descomposición del Arelato
La mayor parte del territorio de la Baja Borgoña fue progresivamente incorporado a la corona de Francia, mientras que las partes orientales de la Alta Borgoña fueron adquiridas por las casas de Zähringen y de Habsburgo. Federico Barbarroja, al casarse con Beatriz de Borgoña, la heredera del Franco Condado de Borgoña, añadió esos territorios occidentales del reino de Arlés al dominio personal del emperador, titulándose conde. 
El emperador del Sacro Imperio de la Casa de Luxemburgo, Carlos IV, separó en 1361 el condado de Saboya del Arelato. En 1378 cedió los remanentes del Arelato al delfín de Francia, después rey Carlos VI de Francia, y el reino cesó de existir de facto.

## Reyes de Arlés o de las Dos Borgoñas
- Reyes de Baja Borgoña o Borgoña Cisjurana:

- 879-882: Bosón de Provenza († 887), conde de Provenza después proclamado rey en Vienne en 879.
- 882-890: reanudación en manos de los reyes Carolingios.
- 890-928: Luis III el Ciego († 928), hijo de Bosón, proclamado rey en Provenza en 890, emperador de Occidente en 901, cegado por Berengario de Friuli en 905

- Desde 905 y por la ceguera de Luis III, el reino fue administrado por Hugo de Arlés, conde de Arlés, que lo cedió después en 934 a Rodolfo II, rey de la Borgoña Transjurana.

- Reyes de Alta Borgoña o Borgoña Transjurana:

- 888-912: Rodolfo I de Borgoña
- 912-937: Rodolfo II de Borgoña, hijo del anterior.

- Reyes del Arelato:

- 912-937: Rodolfo II de Borgoña
- 937-993: Conrado III de Borgoña el Pacífico, hijo del anterior.
- 993-1032: Rodolfo III de Borgoña, hijo del anterior.

La unión de los dos reinos fue conocida como reino de las Dos Borgoñas, reino de Borgoña o reino de Arlés.